# Дощовий острів
Дощови́й о́стрів (рос. Дождевой остров) — невеликий острів у морі Лаптєвих, є частиною островів Петра. Територіально відноситься до Красноярського краю, Росія.
Висота острова до 8 м на заході. Розташований біля східного узбережжя півострова Таймир (відмежований Шлюпковою протокою) на північний захід від острова Північного. Із заходу острів омивається Скритою бухтою. Крайні точки: західна — мис Лопатка, південна — Перекатний мис.
Острів має неправильну порізану форму, витягнутий із північного сходу на південний захід. Утворюються багато кіс та півостровів, між якими знаходяться бухти. Найбільша така бухта — Дров'яна на північному заході. Оточений мілинами.
Відкритий В. В. Прончищевим в 1736 році.
1. ↑  GEOnet Names Server — 2018.